# Quinn Dehlinger
Quinn Dehlinger (8 de junio de 2002) es un deportista estadounidense que compite en esquí acrobático, especialista en la prueba de salto aéreo. Ganó cuatro medallas en el Campeonato Mundial de Esquí Acrobático, en los años 2023 y 2025.

## Medallero internacional
| Campeonato Mundial | Campeonato Mundial  | Campeonato Mundial | Campeonato Mundial      |
| Año                | Lugar               | Medalla            | Prueba                  |
| ------------------ | ------------------- | ------------------ | ----------------------- |
| 2023               | Bakuriani (Georgia) | Medalla de oro     | Salto aéreo por equipos |
| 2023               | Bakuriani (Georgia) | Medalla de plata   | Salto aéreo             |
| 2025               | Engadina (Suiza)    | Medalla de oro     | Salto aéreo por equipos |
| 2025               | Engadina (Suiza)    | Medalla de plata   | Salto aéreo             |